# Rio das Pedras (Rio de Janeiro)
Rio das Pedras é um sub-bairro localizado na Zona Oeste do Rio de Janeiro. Faz parte e divisa oficialmente com os bairros Itanhangá e Jacarepaguá. 
Recebeu esse nome em razão de um rio que começa na Floresta da Tijuca e corre inteiramente através da favela. Há 40 anos, o rio era limpo o suficiente para crianças brincarem, pessoas tomarem banho e lavarem suas roupas.

## História
Surgiu no final da década de 60 , por imigrantes nordestinos que buscavam oportunidades de emprego com a expansão da Barra da Tijuca e desde então, cresceu desenfreadamente.  
É um sub-bairro de classe média e classe média-baixa com muitas diferenças sociais. Pode-se averiguar a diferença social existente no estado apenas dentro deste bairro, cruzando-o de um extremo a outro, iniciando o trajeto a partir da Estrada de Jacarepaguá onde localizam-se condomínios de apartamentos como o Moradas do Itanhangá e de residencias de alto padrão como o Floresta Country Clube, Quintas do Itanhangá, Village das Plantas e outros e caminhando para a Areinha, esta composta de casas e prédios (alguns construidos de maneira irregular, chegando a ceder para os lados) localizados em cima de aterros sobre a Lagoa do Camorim e Rio das Pedras. 
Por ser oficialmente dividido entre três bairros, está na área de duas regiões administrativas: Jacarepaguá (XVI RA) e Barra da Tijuca (XXIV RA).
Rio das Pedras foi também o berço das milícias, pois nos anos oitenta, comerciantes locais começaram a pagar policiais para evitar a invasão do local por traficantes.

## Urbanização
Segundo o Censo IBGE de 2010, eram aproximadamente 63 mil moradores, estabelecidos em uma área de 90 hectares de terra em expansão, aos fundos da Barra da Tijuca . Dados locais da Associação de Moradores registram que a população local estaria em torno de 140.000 habitantes, com cerca de 40.000 moradias. 
O sub-bairro está subdividido nas localidades oficiais chamadas de: Rio Novo (Casinhas), Pinheiro, Rio das Flores, Vila Caranguejo, Centro, São Bartolomeu, Areal I, Areal II e Areinha, 
Existe um antigo conjunto de prédios da construtora Delfim que estão abandonado desde a década de 80, chegou até a ser invadido em 1991 pelos moradores mas, removidos pela Polícia e Defesa Civil. 
O sub-bairro recebeu, da Prefeitura do Rio de Janeiro, as obras do programa Favela Bairro entre os anos de 1998 e 2002, intervenção urbanística realizada pelo arquiteto Jorge Mario JáureguiForam construídos em um terreno de 416.556m² completamente urbanizado, 32 edifícios de 4 pavimentos com 4 apartamentos por andar, juntamente com quadras esportivas e pequenas praças. 
Suas principais vias são:
- Avenida Engenheiro Souza Filho
- Estrada de Jacarepaguá
- Rua Nova ou Estrada Variante de Jacarepaguá
- Rua Velha

## Economia
A economia local de Rio das Pedras prospera, atuando como ponto central não só para favelas menores da região, como a Muzema, mas indo além. Com muitos moradores proprietários de comércios, trabalhando nos negócios locais e gastando dinheiro na própria favela, o dinheiro continua circulando dentro da comunidade num círculo virtuoso de desenvolvimento. Desse modo, alguns moradores dizem que, muito embora o Brasil esteja atravessando uma crise econômica, ela não afetou Rio das Pedras com tanta força como em outros lugares.
A faixa de renda média da população gira em torno de 1 a 5 salários mínimos.
Possui forte atuação da cultura nordestina e é palpável quando se visitam as pequenas lojas que ocupam as ruas da favela. Entre os locais mais populares estão as granjas (onde você pode escolher o seu frango enquanto ele ainda está vivo), as Casas do Norte (lojas que só comercializam produtos nordestinos) e comerciantes de rua vendendo milho, pamonha e tapioca.

## Notoriedade
Rio das Pedras ficou conhecido historicamente por um ponto principal, o famoso baile do Castelo das Pedras, que foi criado em 1993 e foi um dos pilares para que a cultura do Funk fosse desenvolvida, saindo do morro para o asfalto, contando com presenças de diversos artistas e jogadores. 
Em 2018, o Castelo fechou e a edificação foi demolida no início de 2020. Em 2023, foi construído um shopping no local.
Hoje, as maiores casas de show do Rio das Pedras, e os pontos mais conhecidos são o  Espaço Terraço  e a Choperia Berlin no qual artistas renomados do cenário musical se apresentam todo fim de semana. 
Rio das Pedras também ficou bem conhecido por ser o local de origem da milícia mais poderosa do Rio de Janeiro e do Brasil, a Milícia de Rio das Pedras, que tem como líder o miliciano Taillon de Alcântara Pereira Barbosa (vulgo "Taillon", atualmente preso), que é filho de Dalmir Pereira Barbosa, um dos chefões originais desta organização (que está presente tanto em Rio das Pedras quanto em outros locais importantes da Zona Norte e Zona Oeste do Rio de Janeiro, como Muzema, Gardênia Azul, Jacarepaguá, Campinho, Catiri, Carobinha, Campo Grande e Santa Cruz, além de Seropédica).